# Lechi
Lechi (hebr. akronim לח”י), Lochamej Cherut Jisra’el (hebr. לוחמי חירות ישראל, Bojownicy o Wolność Izraela) znana również jako Gang Sterna (ang. Stern Gang) – radykalna zbrojna organizacja podziemna, działająca w latach 1940–1948 w Palestynie, stosująca w swojej działalności metody terrorystyczne.
Niektórzy członkowie Lechi w latach 1938–1939 przeszli szkolenie militarne prowadzone przez instruktorów Wojska Polskiego w Zofiówce na Wołyniu, Poddębinie pod Łodzią i w lasach nieopodal Andrychowa. Jak wspomina jeden z uczniów, „Polacy potraktowali kurs terroryzmu jako dyscyplinę naukową, poznaliśmy matematyczne formuły na demolowanie konstrukcji z cementu, żelaza, drewna, cegieł i ziemi”. W tym samym czasie potajemnie otrzymali pomoc od władz Polski, w postaci ponad 20 tysięcy sztuk broni.
Gdy we wrześniu 1939 (wybuch II wojny światowej) Ecel ogłosił zawieszenie wszelkich działań przeciwko Brytyjczykom, jeden z jej radykalnych działaczy, Awraham Stern nie zgodził się na zawieszenie broni i uznał Wielką Brytanię za największego przeciwnika (z powodu ogłoszenia białej księgi wstrzymującej imigrację Żydów do Palestyny). Awraham Stern założył własną organizację – Lechi (Lochamej Cherut Jisra’el).
Brytyjskie władze określały grupę mianem bandy Sterna. Organizacja liczyła około 6 tys. ludzi.
W 1940 doszło do kontaktu między grupą Sterna reprezentowaną przez Naftalego Lubenczika a ambasadorem niemieckim w Bejrucie Wernerem von Hentigiem. Lechi oferowało III Rzeszy współpracę w antybrytyjskich akcjach na Bliskim Wschodzie, w zamian żądano zgody na utworzenie państwa żydowskiego w Palestynie i transport Żydów europejskich do Palestyny. Rozmowy kontynuowano do stycznia 1941, gdy Awraham Stern napisał list adresowany do Adolfa Hitlera, który pozostał bez odpowiedzi. W tym czasie naziści nie byli zainteresowani żadną współpracą z Żydami, a ich sojusznikiem w Palestynie stał się wielki mufti Jerozolimy Amin al-Husajni.
W lutym 1942 Awraham Stern został zastrzelony w niejasnych okolicznościach (prawdopodobnie przez Brytyjczyków) w Tel Awiwie, a przywódcą organizacji został Jicchak Jeziernicki (pseudonim „Szamir”), w przyszłości premier Izraela.
6 listopada 1944 dwóch członków Lechi zamordowało w Egipcie brytyjskiego ministra lorda Moyne. Była to zemsta za uniemożliwienie żydowskim uciekinierom z Europy schronienia się w Palestynie. Moyne na prośbę o pomoc węgierskim Żydom odpowiedział: „co ja mogę zrobić z milionem Żydów?” Zabójstwa dokonali Eljahu Chakim i Eljahu Bejt-Curi.
Głośne akcje przeprowadzone przez Lechi
- 31 marca 1947 – uszkodzenie brytyjskiej rafinerii ropy naftowej w Hajfie.
- 9 kwietnia 1948 – Irgun i Lechi przeprowadziły masakrę w arabskiej wiosce Dajr Jasin. Zginęły 254 osoby.
- 28 kwietnia 1948 – operacja „Hamaz”. Ofensywa na wschód od Jafy.

8 maja 1948 rząd nowo powstałego państwa Izrael wydał rozkaz powołujący do życia izraelską armię – Siły Obronne Izraela (Cewa Hagana le-Jisra’el, w skrócie Cahal), do których miały przystąpić wszystkie żydowskie grupy zbrojne walczące w Palestynie.
17 września 1948 Lechi zamordowało wysłannika ONZ i Czerwonego Krzyża, szwedzkiego polityka Folke Bernadotte, który był głównym mediatorem w konflikcie arabsko-żydowskim. Morderstwo wstrząsnęło opinią publiczną na świecie, ponieważ Bernardotte w ramach akcji „białe autobusy” przyczynił się do ratowania Żydów z Holocaustu. To morderstwo spowodowało aresztowanie przywódców Lechi przez rząd Izraela (wkrótce potem zwolnionych) i rozwiązanie tej skrajnie radykalnej organizacji. Jej członkowie następnie wstąpili do izraelskiej armii lub robili karierę w organach władzy, np. Natan Jelin-Mor, Elijjahu Ben Elisar.